# Ceraia acicularis
Ceraia acicularis é uma espécie de orquídea de flores pequenas que duram muito pouco, mas que floresce diversas vezes ao ano, nativa da Tailândia, Borneu e Malasia.